# Струмия, Леонель
Леонель Струмия (исп. Leonel Strumia; род. 29 сентября 1992, Вилья-Нуэва, Кордова) — аргентинский футболист, полузащитник кипрского клуба АЕЛ Лимасол.

## Карьера
1 февраля 2015 года перешёл в латвийский клуб «Лиепая». 10 апреля 2015 года в матче против клуба «Елгава» дебютировал в латвийской Высшей лиге.
14 мая 2020 года подписал контракт с клубом РФС.
4 февраля 2023 года стал игроком казахстанского клуба «Актобе».

## Достижения
«Лиепая»
- Чемпион Латвии: 2015

РФС
- Чемпион Латвии: 2021

«Актобе»
- Бронзовый призёр чемпионата Казахстана (2): 2023, 2024
- Обладатель кубка Казахстана: 2024

## Клубная статистика
| Игровая карьера | Игровая карьера | Игровая карьера | Лига | Лига | Кубки | Кубки | Межд. | Межд. | Др. | Др. |
| --------------- | --------------- | --------------- | ---- | ---- | ----- | ----- | ----- | ----- | --- | --- |
| 2019            | Лиепая          | А               | 24   | 1    | 1     | 0     | 4     | 0     | —   | —   |
| 2020            | РФС             | А               | 22   | 0    | 2     | 0     | 1     | 0     | —   | —   |
| 2021            | РФС             | А               | 24   | 1    | 3     | 0     | 6     | 0     | —   | —   |
| 2022            | Лиепая          | А               | 29   | 0    | 1     | 0     | 4     | 0     | —   | —   |
| 2023            | Актобе          | А               | 24   | 0    | 2     | 0     | 4     | 0     | —   | —   |
| 2024            | Актобе          | А               | 21   | 0    | 5     | 0     | 2     | 0     | —   | —   |